# Argo (2012.)
Argo (eng. Argo) je američki triler iz 2012. godine kojeg je režirao Ben Affleck. Temeljen je na novinarskim člancima objavljenim 2007. godine u kojima je Tony Mendes, operativac agencije CIA, vodio spašavanje šestero američkih diplomata iz Teherana u Iranu tijekom iranske talačke krize 1979. godine.
U filmu su glavne uloge ostvarili Ben Affleck kao Mendez, Bryan Cranston, Alan Arkin i John Goodman, a film je u kino distribuciju krenuo 12. listopada 2012. godine u SAD-u uz kritičke hvalospjeve i odličnu box-office zaradu. Producirali su ga Gran Heslov, Affleck i George Clooney. Ova priča o spašavanju talaca također je ekranizirana 1981. godine kao televizijski film naziva Escape from Iran: The Canadian Caper kojeg je režirao Lamont Johnson.
Argo je dobio sedam nominacija za prestižnu filmsku nagradu Oscar uključujući one za najbolji film, najbolji adaptirani scenarij (Chris Terrio) i najboljeg sporednog glumca (Alan Arkin). Argo je također dobio i pet nominacija za Zlatni globus od kojih je osvojio dva - za najbolji film (drama) i najboljeg redatelja. Udruženje holivudskih glumaca proglasilo ga je filmom s najboljim glumačkim ansamblom 2012. godine, a Alan Arkin je također imao nominacije u kategoriji sporednog glumca i za Zlatni globus i za nagradu Udruženja holivudskih glumaca.

## Vanjske poveznice
- Argo u internetskoj bazi filmova IMDb-a
- Argo na Box Office Mojo